# فيناتيروس (محطة مترو أنفاق مدريد)
فيناتيروس (بالإسبانية: Vinateros)‏ هي محطة مترو أنفاق في مدريد في إسبانيا، تقع على الخط رقم 9.